# William Powell (Sänger)
William Powell (* 20. Januar 1942 in Canton (Ohio); † 26. Mai 1977 ebenda; genannt auch Billy) war ein US-amerikanischer Soul-Sänger.
1958 war er Mitglied der Triumphs, die sich später in The O’Jays umbenannten und in den 1970er Jahren eine Reihe von Hits hatten. 1975 erkrankte Powell an Krebs und verließ die Band, die Ersatz in Sam Strain fand. 1977 erlag Powell seiner Krankheit.